# AllMusic
Pour les articles homonymes, voir All Music et AMG.
AllMusic, anciennement connu sous le nom de All Music Guide ou AMG, est une base de métadonnées consacrée à la musique.

## Histoire
Fondée en 1991 par Michael Erlewine (en), archiviste spécialisé dans le domaine des cultures populaires, et par Vladimir Bogdanov, docteur en mathématiques, la société américaine All Media Guide est créée en 1990.
À l'origine, la base de données AMG se voulait être un « guide du consommateur » de musique. Le premier ouvrage de référence estampillé AMG fut publié en 1992, c'est-à-dire avant l'avènement du World Wide Web. La toute première version du site mise en ligne sur Internet, en 1995, était basée sur le protocole Gopher.
En décembre 2007, la société éditrice, All Media Guide, et ses bases de données sont rachetées par Macrovision. En 2011, il est annoncé par Rovi Corporation qu'AllMusic, ainsi que AllMovie et AllGame, cumulent au total trois millions de visiteurs uniques chaque mois.

## Contenu
Le contenu d'AllMusic est le fruit du travail d'une équipe de secrétaires, d'éditeurs et de rédacteurs professionnels. Le réseau de rédacteurs comprend plus de neuf cents critiques musicaux qui commentent les albums et les chansons, et écrivent les biographies des artistes. Les critiques les plus connus sont Stephen Thomas Erlewine, Scott Yanow, William Ruhlmann, Richie Unterberger, Opal Louis Nations, John Storm Roberts, Eugene Chadbourne, Jo-Anne Greene, John Bush, Jason Ankeny, Thom Jurek et Andy Kellman.

Ancien logo d'AllMusic.

La base de données AllMusic, exploitable commercialement sous licence, est utilisée comme outil par certains revendeurs de musique. Elle englobe :
- des métadonnées de base : noms, genres, droits, copyright, références, etc.
- des contenus descriptifs : styles, atmosphères, ambiances, thèmes, nationalités, etc.
- des contenus relationnels : artistes et albums similaires, influences, etc.
- des contenus éditoriaux : biographies, critiques, classements, etc.

All Music Guide se réclame en outre comme étant la base d'archivage musicale la plus importante au monde, incluant environ six millions de chansons numérisées, ainsi que la plus grande bibliothèque de pochettes à l'échelle du globe, avec plus d'un demi-million d'images scannées. Le site allmusic.com ne fournit qu'un échantillon du contenu total de la base de données. Il est ouvert en 1995 en vue d'offrir aux acquéreurs potentiels de la licence du produit une démonstration en ligne de l'étendue de ses possibilités. La base d'AllMusic est également utilisée par plusieurs générations de Windows Media Player et de Musicmatch Jukebox pour la collecte d'informations relatives aux données musicales présentes sur l'ordinateur de l'utilisateur final, à des fins d'identification et d'agencement. Windows Media Player 11 et la boutique musicale intégrée Urge de MTV élargissent encore l'utilisation des données AMG en vue d'inclure la possibilité de récupérer de nouvelles métadonnées, comme des artistes apparentés, des biographies, des critiques ou des listes de lecture.
AllMusic est aussi utilisé par nombre de magasins de musique en ligne — dont iTunes Store, eMusic, AOL et Yahoo! — pour la récupération de données notables telles que des références catalogues, des biographies d'artistes, des critiques d'albums, des informations sur des artistes apparentés, et des listes de lecture.
Depuis 2004, la base de données AllMusic est disponible dans le cadre du service de reconnaissance de médias musicaux AMG LASSO, qui permet la reconnaissance automatique des CD, des fichiers audio et des DVD. Une fois que le média est reconnu, le service récupère dans la base All Media Guide les métadonnées qui lui sont associées.

## Organisation
Le siège d'AllMusic est situé à Ann Arbor, dans le Michigan.